# Torbernus Svenonis
Torbernus Svenonis, död 1620 i Svinstads socken, var en svensk kyrkoherde i Svinstads pastorat.

## Biografi
Torbernus Svenonis skrev 1593 under Uppsala mötes beslut och 1594 prästerskapets obligation och försäkring. Han blev 2 november 1598 kyrkoherde i Svinstads församling, Svinstads pastorat. Svenonis avled 1620 i Svinstads socken.

### Familj
Svenonis var gift med en kvinna. De fick tillsammans dottern Christina (död 1622) som gifte sig med kyrkoherden Nicolaus Cnattingius i Västerlösa socken.